# Драгљане
Драгљане су насељено место у саставу града Вргорца, Сплитско-далматинска жупанија, Република Хрватска.

## Историја
До територијалне реорганизације у Хрватској налазиле су се у саставу старе општине Вргорац.

## Становништво
На попису становништва 2011. године, Драгљане су имале 52 становника.
| Број становника по пописима | Број становника по пописима | Број становника по пописима | Број становника по пописима | Број становника по пописима | Број становника по пописима | Број становника по пописима | Број становника по пописима | Број становника по пописима | Број становника по пописима | Број становника по пописима | Број становника по пописима | Број становника по пописима | Број становника по пописима | Број становника по пописима | Број становника по пописима |
| --------------------------- | --------------------------- | --------------------------- | --------------------------- | --------------------------- | --------------------------- | --------------------------- | --------------------------- | --------------------------- | --------------------------- | --------------------------- | --------------------------- | --------------------------- | --------------------------- | --------------------------- | --------------------------- |
| 1857                        | 1869                        | 1880                        | 1890                        | 1900                        | 1910                        | 1921                        | 1931                        | 1948                        | 1953                        | 1961                        | 1971                        | 1981                        | 1991                        | 2001                        | 2011                        |
| 241                         | 505                         | 270                         | 253                         | 256                         | 235                         | 427                         | 508                         | 214                         | 300                         | 288                         | 242                         | 152                         | 115                         | 94                          | 52                          |

Напомена: У 1857, 1880, 1921. и 1931. садржи део података за насеље Дуге Њиве, а у 1869. податке за насеља Дуге Њиве и Влака.

### Попис1991.
На попису становништва 1991. године, насељено место Драгљане је имало 115 становника, следећег националног састава:
| Попис 1991.‍  | Попис 1991.‍  | Попис 1991.‍ | Попис 1991.‍ | Попис 1991.‍ |
| ------------ | ------------ | ----------- | ----------- | ----------- |
|              |              |             |             |             |
| Хрвати       | Хрвати       |             | 110         | 95,65%      |
| Црногорци    | Црногорци    |             | 3           | 2,60%       |
| Југословени  | Југословени  |             | 1           | 0,86%       |
| неопредељени | неопредељени |             | 1           | 0,86%       |
| укупно: 115  |              |             |             |             |